# Kiboleria edwardsi
Kiboleria edwardsi är en tvåvingeart som beskrevs av Timothy M. Cogan 1971. Kiboleria edwardsi ingår i släktet Kiboleria och familjen myllflugor. Inga underarter finns listade i Catalogue of Life.